# هبة سعدية
هبة سعدية هي حكمة كرة قدم فلسطينية سورية.

## حياتها
ولدت هبة سعدية لأبوين فلسطينيين في مخيم اليرموك للاجئين الفلسطينيين في العاصمة السورية دمشق. 
بدأت لعب كرة القدم مع منتخب فلسطين لكرة القدم للسيدات. درست التربية البدنية في جامعة دمشق.

## عملها
توجهت هبة للعمل حكمةً بعد أن عجزت عن الاستمرار في مسيرتها كلاعبة. عملت كحكمة رابعة في سوريا في مباريات الدوري.
اضطرت إلى اللجوء من سوريا بعدما اندلعت الحرب الأهلية السورية عام 2011، حيث انتقلت أولاً إلى ماليزيا ثم إلى السويد، وتعيش حاليًا في العاصمة السويدية ستوكهولم، حيث حصلت فيها على رخصة حكم الفيفا . أدارت مباريات دوري الدرجة الأولى في السويد وحصلت على شاراتها الدولية في عام 2016.
إلى جانب اتحادات كرة القدم في البلدان التي عملت فيها، تدربت سعدية أيضًا مع الاتحاد الفلسطيني لكرة القدم والاتحاد الآسيوي لكرة القدم لبناء لياقتها البدنية، والرغبة في التفوق كحكم.
بعد تحكيمها لمباريات في نهائيات كأس آسيا للسيدات ودورة الألعاب الأولمبية الصيفية 2020، وكذلك في كرة القدم الدولية للرجال في بطولة تولون وكأس آسيا تحت 20 سنة 2023، تم تعيينها حكمةً في كأس العالم للسيدات 2023.
في يناير 2023، أصبحت أول حكم فلسطيني من أي جنس يتم تعيينه في نهائيات كأس العالم. ستعمل كحكم مساعد في البطولة.